# Massimiliano Noceti
Massimiliano Noceti (La Spezia, 1838 – Casale Monferrato, 19 settembre 1872) è stato un violinista e direttore d'orchestra italiano.

## Biografia
Massimiliano Noceti fu allievo di Ferdinando Giorgetti (1796-1867), professore alla scuola di perfezionamento di violino presso l’Accademia del Reale Istituto musicale di Firenze..
Noceti si diplomò in violino con medaglia d’oro. 
Il suo maestro di contrappunto fu Luigi Picchiante di Firenze. Nel 1861 Noceti concorse e si aggiudicò posto di violino e direttore d’orchestra a Novara. 
Nominato professore di violino all’Istituto musicale Brera di Novara, dopo breve tempo lasciò quel posto per accettare nell’agosto 1863 la stessa carica presso la Scuola di Musica di Casale Monferrato. Venne prescelto a maggioranza dei voti su 18 concorrenti, in seguito a Concorso per titoli ed esami. 
Da allora rimase sempre a Casale Monferrato occupandosi dell’insegnamento che gli era stato affidato; tra i suoi allievi si ricordano: Pietro Ferretti, Costantino Devasini, Giovanni e Pietro Bertero.
Luigi Hugues, dedicò Giuseppina-polka per pianoforte a quattro mani op. 41 (1867-69) a “All’egregio violinista Massimiliano Noceti nell’occasione delle sue nozze colla Damigella Giuseppina Grassis”.
Nocetì morì prematuramente nel 1872 a soli 33 anni a Casale Monferrato.  
Suo fratello Zefiro Noceti fu anch’egli violinista. I due fratelli svolsero anche attività concertistica esibendosi assieme.  
Il violino di Massimiliano Noceti era una copia 'Nicola Amati' di scuola tedesca dei primi dell’Ottocento.